# Иван Вакит
Иван Вакит (род. 10 апреля 1974 года в Папуа — Новой Гвинее) — олимпийский бегун на средние дистанции и бегун с барьерами.

## Карьера
Иван представлял свою страну в беге на 400 метров с барьерами на летних Олимпийских играх 1996 года, а также в мужской эстафете 4 × 400 метров. Его время составило 51.47 в беге с барьерами, а время его команды — 3:10.52 в эстафете.

### Личные рекорды
Бег на 400 метров – 47,77 (1995);
Бег на 400 метров с препятствиями – 51.47 (1999).